# Dancer in the Dark
Dancer in the Dark (deutsch „Tänzerin im Dunkeln“) ist ein Film von Lars von Trier aus dem Jahr 2000. Der Regisseur, der auch das Drehbuch schrieb, mischt hier den dänischen Dogma-Film mit Stilmitteln US-amerikanischer Musicals der 1950er und 1960er Jahre. Die Hauptrolle spielte die isländische Sängerin Björk.

## Handlung
Der Film spielt in Amerika in den 1960er Jahren. Die tschechische Einwanderin Selma droht zu erblinden. Ihr einziger Trost ist die Musicalwelt, in die sie sich hineinträumen kann, „weil in Musicals nie etwas Schreckliches geschieht“. Um ihrem zwölfjährigen Sohn, dem sie die Krankheit vererbt hat, das gleiche Schicksal zu ersparen, arbeitet sie Tag und Nacht in einer Metallfabrik, um das Geld für eine rettende Augenoperation des Sohnes zu verdienen. Aus Scham und Stolz verschweigt sie dies jedoch ihren engen Freunden Jeff und Kathy. 
Nur ihrem Vermieter und Nachbarn Bill, einem Polizisten, vertraut sie ihr Geheimnis an, nachdem er ihr gestanden hat, dass er sich für den Lebensstil seiner Ehefrau Linda hoch verschuldet hat. Er bittet Selma, ihm Geld zu leihen, doch sie lehnt ab. Um ihren Lohn aufzubessern, macht Selma zusätzliche Nachtschichten in der Fabrik, beschädigt dort aber aufgrund ihrer fortschreitenden Erblindung eine Produktionsmaschine und wird daraufhin entlassen.
Kurz darauf findet Selma die Dose, in der sie ihr mühsam Erspartes versteckt hat, leer vor. Sie eilt sofort zu Bill und fordert ihre Ersparnisse zurück. Dessen Frau sieht die beiden um das Geld ringen und glaubt, Selma wolle ihrem Mann sein Vermögen stehlen. Im Handgemenge löst sich ein Schuss aus Bills Dienstpistole. Der Polizist bricht schwer verletzt zusammen und beschwört Selma, ihn endgültig zu töten. Weinend schießt sie mehrmals in seine Richtung.
Selma wird gefasst und des heimtückischen Mordes angeklagt. Sie weigert sich, das gesparte Geld für einen Anwalt aufzuwenden und besteht stattdessen auf der Augenoperation ihres Sohnes. Die Einwände, dass ihr Sohn seine Mutter dringender brauche als die Operation, ignoriert sie. Schließlich wird sie als „kaltblütige Mörderin“ zum Tode verurteilt. Kurz bevor sie gehängt wird, singt sie ein letztes Lied, welches jedoch nicht die bis dahin auftretende Musical-Welt heraufbeschwört. Ihr Singen wird jäh durch das Öffnen der Falltür unterbrochen. Im letzten Moment sieht der Zuschauer Selma hängend, immer noch auf dem Brett, auf dem man sie fixiert hatte.

## Hintergründe
Lars von Trier drehte Dancer in the Dark als dritten Film einer Golden Heart Trilogy. Die ersten beiden Filme dieser Trilogie waren Breaking the Waves und Idioten. In allen Filmen, so von Trier in einem Interview, stehe eine „tragische Frauengestalt im Mittelpunkt, die sich für andere aufopfert und deren Liebe nicht davon abhängt, wie sie – vom Schicksal oder von den Menschen – behandelt wird“. Lars von Trier in einem anderen Interview dazu: „Zuerst einmal leben wir in einer Kultur, hier, in diesem Teil der Erde, wo es ein Mann ist, der am Kreuz hängt, der sich opfert. Aber ist es nicht toll, dass es auch Frauen gibt? Sind es denn wirklich nur Männer, die sich opfern?“
1999 wurde Björk angeboten, die Filmmusik zu dem Film zu schreiben. Daraufhin bat Lars von Trier sie auch, die Hauptrolle der Selma zu spielen. Björk wollte sich schon seit ihrer Kindheit an einem Musical beteiligen, weigerte sich aber lange, die Rolle anzunehmen. In einem Interview sagte sie, sie sei stur und könnte auch noch zehn Jahre lang nein sagen. Schließlich gestand sie aber ein, sich in Selma verliebt zu haben und empfand von tiefstem Herzen, dass Selma gehört werden müsse. Ohne eine fundierte schauspielerische Ausbildung absolviert zu haben, gelang Björk schließlich diese preisgekrönte Leistung, indem sie, wie sie sagte, bei den Dreharbeiten selbst zur Selma wurde. Lars von Trier dazu: „It was not acting, it was feeling.“ (dt.: „Das war keine Schauspielerei, das war pure Einfühlung“)
Björk und Lars von Trier sagen beide unabhängig von sich, dass sie in künstlerischen Aspekten absolut kompromisslos seien. Allerdings schätzen sie auch genau diese Eigenschaft an dem jeweils anderen. Trotzdem empfanden beide die Zusammenarbeit als sehr kräftezehrend. Björk sagte, sie habe bei der Filmmusik fast um jede Note mit ihm fechten müssen. Später sagte Lars von Trier selbst von sich, dass er von Musik eigentlich recht wenig verstehe. Er sagte auch, dass das „mystischste“ an dem ganzen Projekt vor allem die Tatsache war, dass – ohne vorher an Björk zu denken – seine Worte für Selma (er schrieb das Drehbuch) erst dadurch einen Sinn bekamen, dass sie von Björk gesprochen wurden.
Nach der kräftezehrenden Rolle der Selma wollte Björk eigentlich in keinem weiteren Film mehr mitspielen; dennoch übernahm sie schließlich eine Rolle im Film Drawing Restraint 9 (2005) ihres damaligen Lebensgefährten Matthew Barney, für den sie auch die Filmmusik komponierte.

## Auszeichnungen
Der Film erhielt insgesamt 19 Auszeichnungen sowie 32 Nominierungen. Bei den Internationalen Filmfestspielen von Cannes 2000 gewann der Film die Goldene Palme, wo er sich unter anderem gegen In the Mood for Love und O Brother, Where Art Thou? behaupten konnte. Björk erhielt eine Auszeichnung als Beste Darstellerin.
Bei der Verleihung des Europäischen Filmpreises 2000 gewann Dancer in the Dark in den Kategorien Beste Darstellerin (Björk) und Bester europäischer Film.
Nominiert wurde Björk als Beste Darstellerin in einem Drama für den Golden Globe und für den Song I’ve Seen It All für den Oscar und den Golden Globe, ging jedoch leer aus. Der Film erhielt zudem Auszeichnungen als Bester fremdsprachiger Film bei den Independent Spirit Awards und als Bester ausländischer Film den Japanese Academy Awards. Als Bester europäischer Film gewann er bei den Goyas 2001.

## Soundtrack
An Björks Songs zum Film schrieben unter anderem Guy Sigsworth und der Regisseur selbst mit; die Orchesterarrangements stammen von Vince Mendoza.  Der Soundtrack ist unter dem Namen SelmaSongs im Handel erhältlich. Die darauf enthaltenen Fassungen der Songs wurden von Björk für dieses Album teilweise neu aufgenommen und arrangiert (so übernimmt beispielsweise Thom Yorke von Radiohead den Part von Peter Stormare im Duett I’ve Seen It All, dessen Gesangsverteilung jedoch im Vergleich zum Film variiert). In einem Interview sagte Björk, dass dieses Lied für sie das wichtigste sei. Bei ihrer Beschäftigung mit der Person Selma empfand es Björk als zwingend notwendig, dass es in dem Film auch ein Liebeslied gibt. (Björk: „Where is the lovesong?“ (dt.: Wo bleibt denn das Liebeslied?) – Lars von Trier: „There will be none in this film.“ (dt.: In diesem Film wird es keines geben)) Björk konnte sich aber schließlich durchsetzen, da Selma vor allem durch ihre große Liebe für die Menschen geleitet wird.
Abseits des Soundtracks erschien 2005 auf der Limited Version des Albums Hide from the Sun der finnischen Rockband The Rasmus ein Lied namens Dancer in the Dark, welches die Geschichte von Selma wiedergibt (You’ve seen it all | You don’t mind going blind), da Sänger Lauri Ylönen nach eigener Aussage ein großer Björk-Fan ist.

## Trivia
- Sowohl der Film als auch Björks Performance erfuhren eine extrem gespaltene Rezeption. Die Integration eines Popstars kann als dramaturgischer Kniff zur Manipulation des Publikums verstanden werden, weil Björk ihre außenfilmische Identität als Musikstar in der Innenwelt der filmischen Protagonistin aufführt.[2]
- Die Gefängniskulissen wurden im Film Hinter Gittern gevögelt wiederverwendet.
- Die Außenaufnahmen des Films entstanden in Schweden. Für die Eisenbahnszenen wurden zwei Lokomotiven der Tågåkeriet i Bergslagen in die Farben der Great Northern Railway umlackiert.